# Me estoy enamorando (canción)
«Me estoy enamorando» es una canción compuesta y escrita por el cantautor peruano de rock Pedro Suárez-Vértiz, lanzado como primer sencillo del álbum Póntelo en la lengua, publicado en 1996; considerado como una de las mejores canciones en toda su carrera.

## Historia
En el 2014, Pedro Suárez-Vértiz, a través de su cuenta de Facebook, contó que la canción surgió en 1996, mientras esperaba a un grupo de músicos para salir en un programa de televisión. Debido a que tardaron más de tres horas y la grabación había finalizado, comenzó a componer la letra y música de la canción.

### Videoclip
El videoclip oficial del cantautor peruano fue grabado en Bogotá, en el que utilizó una guitarra Gibson Melody Maker de 1961, adquirida días antes en Lima.

## Créditos
- Pedro Suárez-Vértiz: Voz, piano, sintetizador, armónica, flauta y guitarra.
- Pepe Criado: Bajo y coros.
- Arturo Pomar Jr.: Coros.
- Carlos Beraún: Coros.
- Stuart Jean: Batería.
- Hugo Bravo: Percusión.
- Gonzalo Polar: Saxofón.
- Rolando González Saba: Trombón.
- Abel Páez: Trompeta.

## Apariciones en medios
- La canción fue el tema principal de la telenovela chilena A todo dar, emitida por Mega en 1998.